# The Twilight Saga: Breaking Dawn Part 2
The Twilight Saga: Breaking Dawn Part 2 is een Amerikaanse fantasyfilm uit 2012 onder regie van Bill Condon. De productie vormt het vijfde en laatste deel van een filmreeks die in 2008 begon met Twilight en volledig is gebaseerd op de gelijknamige vierdelige boekenreeks van Stephenie Meyer. Breaking Dawn Part 2 vormt samen met Breaking Dawn Part 1 de verfilming van het laatste deel daarvan, Breaking Dawn.
The Twilight Saga: Breaking Dawn Part 2 leverde de makers onder meer een People's Choice Award, acht Teen Choice Awards en een Kids' Choice Award op. Aan de andere kant 'won' de film ook Razzie Awards voor beste film, beste cast, beste regisseur, beste bijrolspeler (Taylor Lautner), schattigste koppel (Lautner en Mackenzie Foy) en beste sequel.
Hoewel Breaking Dawn het laatste boek is in de reeks, bestaat de mogelijkheid dat de gelijknamige films niet het laatste deel van de filmserie vormen. Distributeur Summit Entertainment vermeldde zelf misschien nog een vervolg buiten de boekenreeks te willen maken. Hoofdrolspeler Robert Pattinson heeft aangegeven hier dan niet aan mee te werken, omdat hij zich te oud voelt voor meer Twilight-films.

## Verhaal
Na de geboorte van hun dochter Renesmee zijn Bella en Edward in de wolken. Bella ontwaakt zonder complicaties als nieuwgeboren vampier en geniet van het ontdekken van haar nieuwe mogelijkheden. Irina van de Denali-coven reist alleen af naar Forks om zich te verontschuldigen voor haar eerdere gedrag, nadat een wolf Laurent doodde. In het bos ziet ze Jacob, Bella en Renesmee. Ze neemt daarbij verkeerdelijk aan dat het meisje een 'onsterfelijk kind' is. Het is ten strengste verboden een kind te bijten en onsterfelijk te maken vanwege de onkunde van kinderen om zichzelf te beheersen. Irina's moeder werd in een ver verleden geëxecuteerd vanwege het creëren van onsterfelijke kinderen. Daarom reist Irina meteen af naar de Volturi om verslag te doen. Die zien hierin een uitgesproken kans om Alice Cullen te rekruteren binnen hun eigen gelederen en de rest van de Cullen-clan te executeren. Om te overleven moeten de Cullens zo veel mogelijk bevriende vampieren en nomaden vinden die kunnen getuigen dat Renesmee geen onsterflijk kind is, maar half mens, half vampier. Hierdoor treden ze uiteindelijk met een aanzienlijke groep bondgenoten de Volturi tegemoet, die eveneens in groten getale aankomen.
Hoewel de Cullens Volturi-leider Aro ervan overtuigen dat Renesmee geen onsterfelijk kind is, stuurt die toch aan op een confrontatie. Volgens hem bestaat er op termijn toch een te groot risico voor het voortbestaan van zijn soort zolang er een zo onzekere, unieke factor als een half mens, half vampier bestaat. Dit lijkt uit te monden in een veldslag die verschillende Cullens en bondgenoten het leven kost, maar bij de Volturi tot nog veel grotere verliezen leidt. De vermeende stammenoorlog blijkt niettemin alleen een visioen in het hoofd van Aro, daar geplaatst door Alice. Wat hij heeft gezien, wordt alleen waarheid áls het Volturi-hoofd de strijd alsnog daadwerkelijk aanbindt. Dan presenteert Alice een nieuwe getuige aan Aro, een man die Jasper en zij hebben gevonden in het Braziliaanse regenwoud. Hij blijkt ook een half mens, half vampier te zijn, die bovendien al 150 jaar als zodanig bestaat. Hieruit blijkt niet alleen dat Renesmee niet de eerste van haar soort is, maar ook dat een wezen als zij ook op termijn geen bedreiging vormt. Haar soortgenoot is er immers al 150 jaar zonder dat de Volturi ook maar van zijn bestaan afwisten. Hierdoor besluit Aro alsnog af te zien van een oorlog, die ook hemzelf het leven zou hebben gekost.

## Rolverdeling
| Acteur               | Personage                                   |
| -------------------- | ------------------------------------------- |
| Kristen Stewart      | Bella Cullen (Isabella Marie Cullen)        |
| Robert Pattinson     | Edward Cullen (Edward Anthony Masen Cullen) |
| Taylor Lautner       | Jacob Black                                 |
| Maggie Grace         | Irina                                       |
| Billy Burke          | Charlie Swan                                |
| Nikki Reed           | Rosalie Hale (Rosalie Hale Cullen)          |
| Kellan Lutz          | Emmett Cullen (Emmett McCarty Cullen)       |
| Ashley Greene        | Alice Cullen (Mary Alice Brandon Cullen)    |
| Jackson Rathbone     | Jasper Hale (Jasper Withlock Cullen)        |
| Elizabeth Reaser     | Esme Cullen (Esme Anne Platt Cullen)        |
| Peter Facinelli      | Dr. Carlisle Cullen                         |
| Michael Sheen        | Aro                                         |
| Jamie Campbell Bower | Caius                                       |
| Dakota Fanning       | Jane                                        |
| Cameron Bright       | Alec                                        |
| Mackenzie Foy        | Renesmee Cullen (Renesmee Carlie Cullen)    |
| Christie Burke       | tiener Renesmee Cullen                      |
| Rami Malek           | Benjamin                                    |
| Patrick Brennan      | Liam                                        |
| Lisa Howard          | Siobhan                                     |
| Marlane Barnes       | Maggie                                      |
| Boo Boo Stewart      | Seth Clearwater                             |
| Julia Jones          | Leah Clearwater                             |
| Chaske Spencer       | Sam Uley                                    |
| Alex Meraz           | Paul Lahote                                 |
| Kiowa Gordon         | Embry Call                                  |
| Tyson Houseman       | Quil Ateara                                 |

### Vorige delen
- Twilight (film)
- The Twilight Saga: New Moon
- The Twilight Saga: Eclipse
- The Twilight Saga: Breaking Dawn Part 1

## Filmmuziek
De originele filmmuziek werd gecomponeerd door Carter Burwell. Deze muziek en andere muziek uit de film werd ook op een soundtrackalbum uitgebracht door Atlantic Records.

### Albums
| Album met eventuele hitnotering(en) in de Nederlandse Album Top 100 | Datum van verschijnen | Datum van binnenkomst | Hoogste positie | Aantal weken | Opmerkingen |
| ------------------------------------------------------------------- | --------------------- | --------------------- | --------------- | ------------ | ----------- |
| The Twilight Ssaga: Breaking dawn part 2                            | 2012                  | 17-11-2012            | 70              | 1*           |             |

| Album met hitnotering(en) in de Vlaamse Ultratop 200 albums | Datum van verschijnen | Datum van binnenkomst | Hoogste positie | Aantal weken | Opmerkingen |
| ----------------------------------------------------------- | --------------------- | --------------------- | --------------- | ------------ | ----------- |
| The Twilight Saga: Breaking dawn part 2                     | 2012                  | 17-11-2012            | 82              | 1*           |             |